# Scandinavians
Scandinavians ist eine englischsprachige Alternative-Band aus Olfen, die 1989 gegründet wurde. Nach einer zwölfjährigen Pause kehrte die Band 2009 in veränderter Besetzung zurück. Durch ihren Erfolg beim „Deutschen Rock & Pop Preis 2010“ erlangte die Band erstmals nationale Aufmerksamkeit.

## Geschichte
Die Scandinavians wurden 1989 gegründet. Der Name der Gruppe basiert auf der Verbundenheit einiger Mitglieder zu den skandinavischen Ländern und ihrer Kultur. Die Scandinavians spielten 1997 ihr vorerst letztes Konzert, ohne sich jedoch aufzulösen.
Im Jahr 2009 gab die Band ihre Reunion mit neuem Gitarristen bekannt und veröffentlichte das Album „Indian Summersky“, das im darauf folgenden Jahr beim Deutschen Rock & Pop Preis als bestes „Alternative Album“ ausgezeichnet wurde. Insgesamt erhielt die Band bei der Preisverleihung fünf Auszeichnungen und erzielte damit ein herausragendes Ergebnis. Zusätzlich wurde die Band in den Sparten „Bester Alternative-Sänger“, „Bestes Album (englischsprachig)“ und „Bester Song (englischsprachig)“ ausgezeichnet. Für ihren Liveauftritt in den Rhein-Main-Hallen in Wiesbaden zeichnete der DRMV die Gruppe mit dem Preis für die „Beste Alternative Band“ aus.
Im Mai 2010 spielte der WDR 2 die Band erstmals im Radio. In den folgenden drei Wochen belegte die Band den ersten Platz beim Zuhörervoting des WDR-2-Musikclubs. Daraufhin zeigte der WDR 2 Interesse und lud die Band zu einem Interview ein. In der Folge spielte weitere Radiostationen die Scandinavians in ihrem Programm. Im Dezember 2010 spielte die Band ein Konzert mit Thomas Godoj in der Vest-Arena in Recklinghausen.
Ihr Youtubechannel erreichte Platz 87 der meistabonnierten Kanäle des Monats. Im April 2012 belegte die Band Platz 10 beim internationalen Rock am Ring Bandcontest.

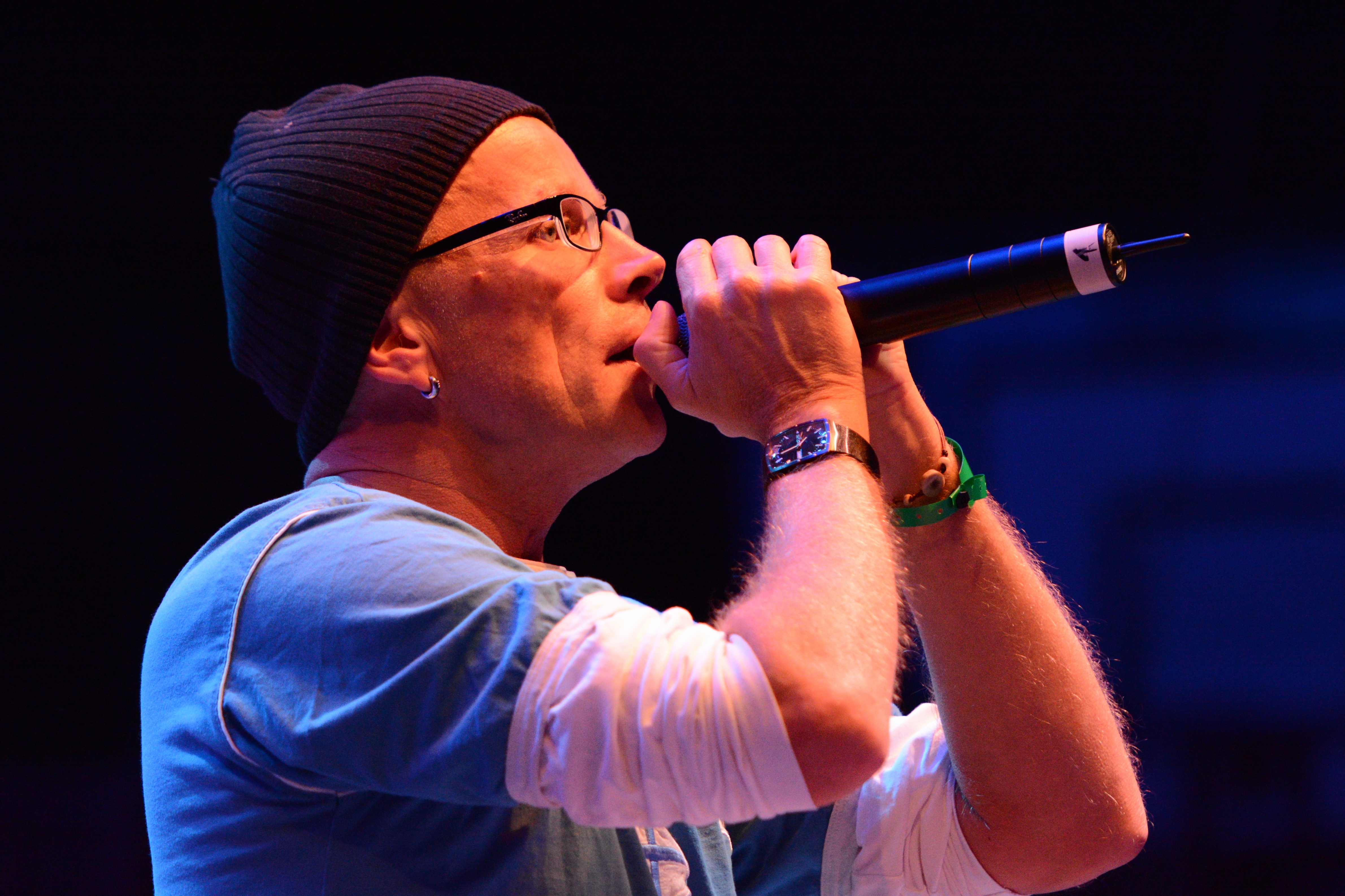
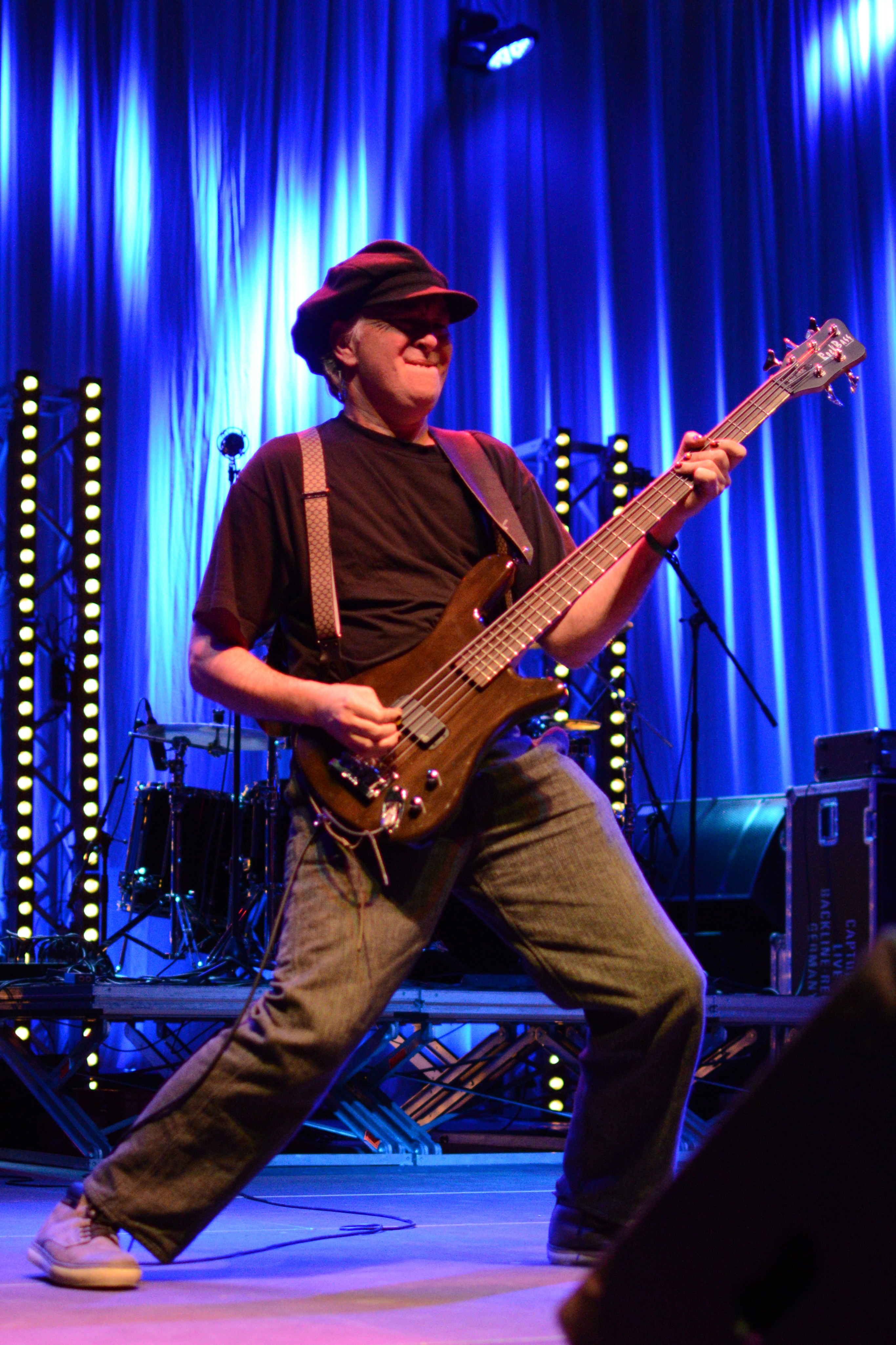
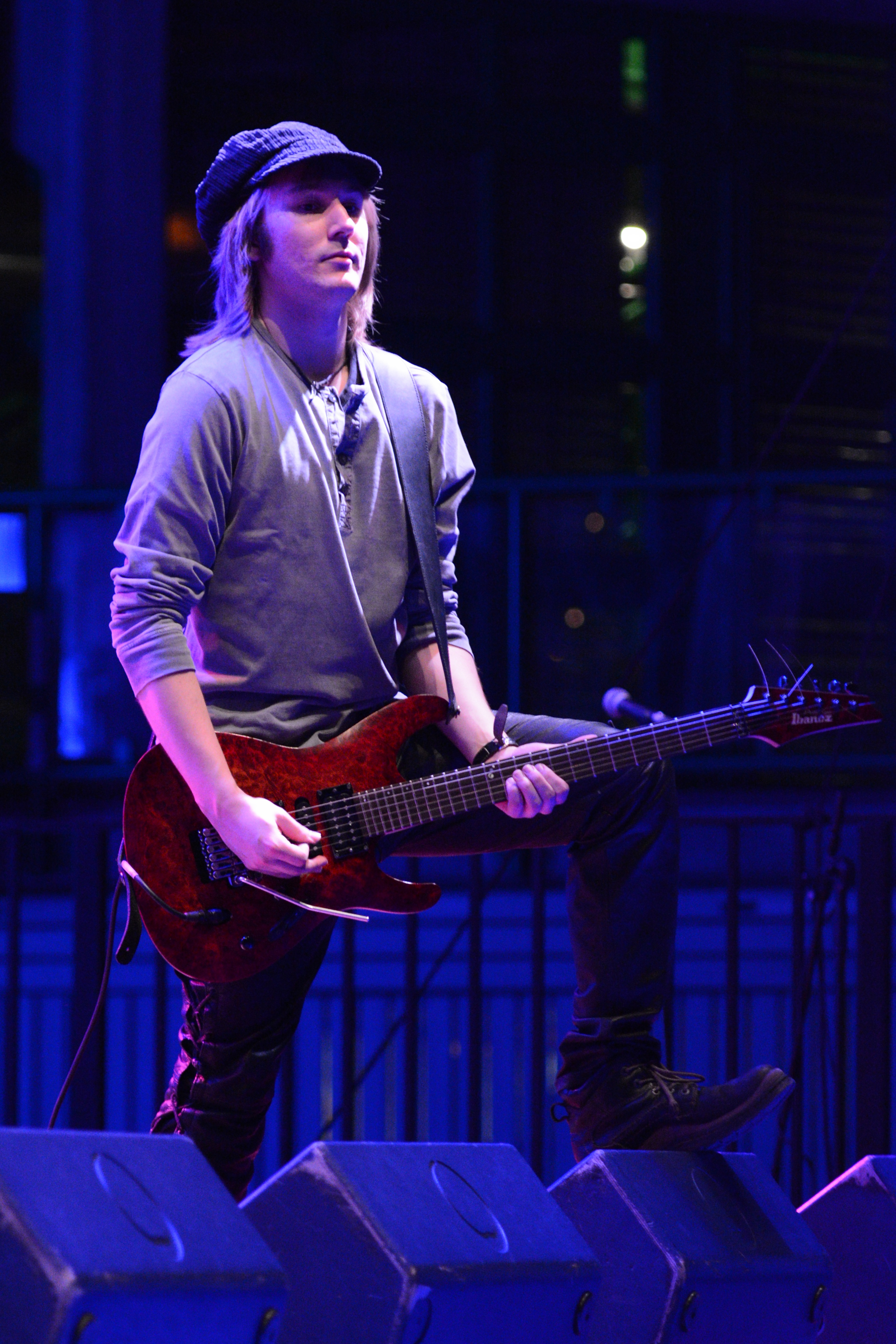
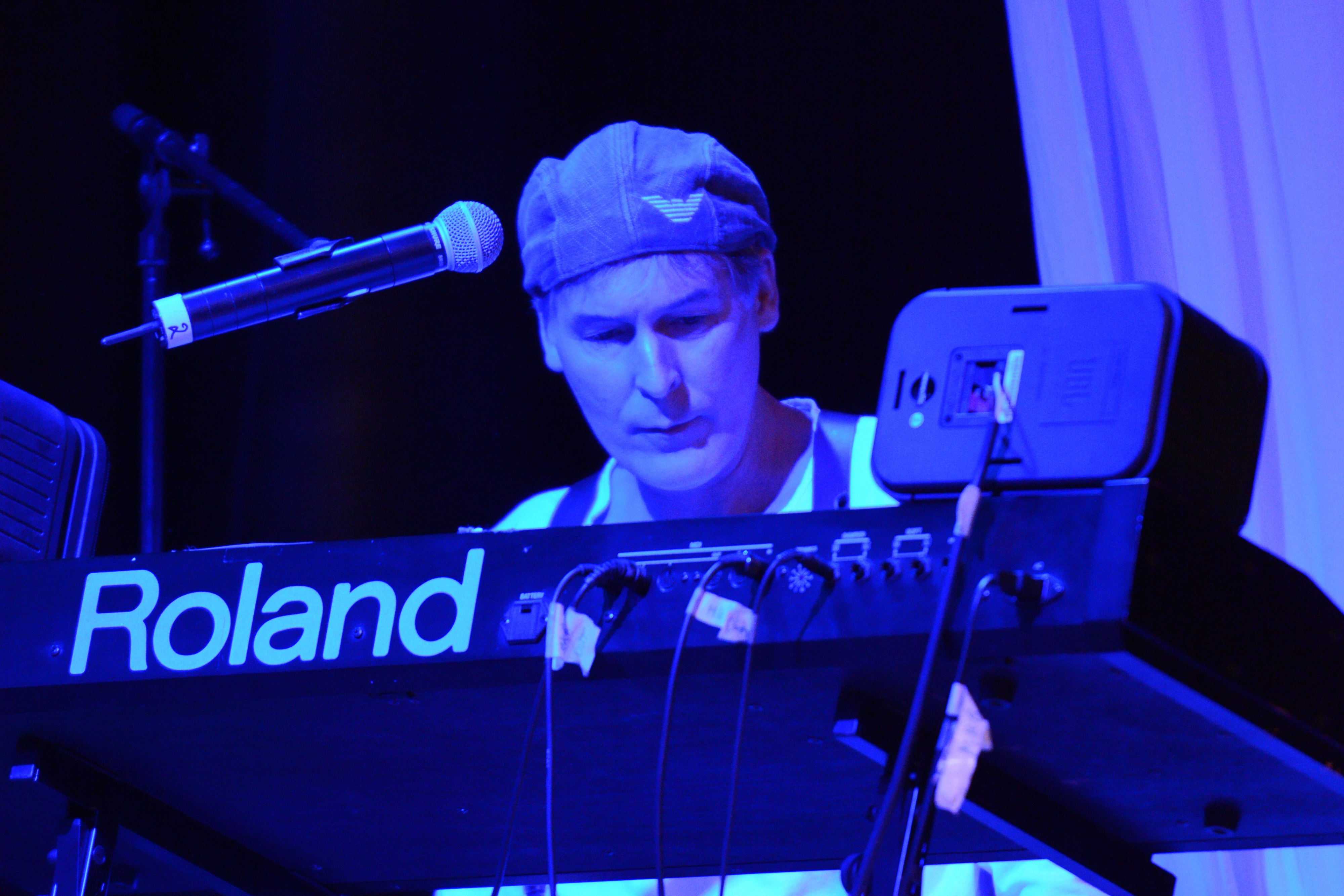

## Preise und Auszeichnungen
- Deutscher Rock und Pop Preis[1]